# Hoàng Dương (cầu thủ)
Hoàng Dương (tiếng Trung: 黄洋, sinh ngày 30 tháng 10 năm 1983) là một cầu thủ bóng đá Hồng Kông và cũng là Cầu thủ xuất sắc nhất năm của Hồng Kông năm 2013. Hiện tại anh thi đấu cho câu lạc bộ tại Giải bóng đá ngoại hạng Hồng Kông Kiệt Chí.

## Sự nghiệp ban đầu
Hoàng Dương đá cho học viện trẻ Thượng Hải Thân Hoa khi anh khoảng 15 tuổi. Anh là thành viên của đội đã được huấn luyện ở Brasil với São Paulo FC và Portuguesa. Anh thi đấu cho Trung Quốc với vai trò đội trưởng ở Đại hội Thể thao Sinh viên Mùa hè 2005☃☃ Sau đó anh được mượn bởi Shenhua đếThượng Hải Quần Anh.

## Đại học
Anh học ở Đại học Đông Hoa và chơi bóng lúc đó. Khi tốt nghiệp, anh từ bỏ bóng đá chuyên nghiệp để bắt đầu làm việc. Một năm sau đội bóng của Đại học Đông Hoa triệu tập anh lại với tư cách cựu sinh viên khi Đại học Bách khoa Hồng Kông (HKPU) đến Thượng Hải thi đấu giao hữu. Lúc đó HKPU muốn tuyển học sinh Trung Quốc có tài năng và vì vậy Hoàng Dương vào học tại HKPU. Trong 3 năm kể từ khi anh nhập học, Đại học Bách khoa Hồng Kông đã 2 lần giành chức vô địch giải bóng đá của Liên đoàn Thể thao Đại học Hồng Kông, trong đó năm 2011, khi Hoàng Dương là đội trưởng và sút luân lưu giành thắng lợi. Sau đó Hoàng Dương hoàn thành bằng thứ hai và quyết định gia nhập Kiệt Chí để thực hiện giấc mơ dang dở đó.

## Sự nghiệp câu lạc bộ

### Kiệt Chí
Anh hoàn thành việc học tập vào mùa hè năm 2011 và Kiệt Chí tuyển anh tham gia mùa giải Giải bóng đá hạng nhất quốc gia Hồng Kông 2011-12. Vì anh đã trải qua 3 năm ở Hồng Kông với tư cách sinh viên, nên anh trở thành cầu thủ Hồng Kông. Ngày 18 tháng 9 năm 2011, anh ghi bàn đầu tiên tại Giải bóng đá hạng nhất quốc gia Hồng Kông với chiến thắng 4-2 trước Tai Po FC.

### Barclays Asia Trophy 2011
Trận đầu tiên anh thi đấu cho Kiệt Chí là trước Chelsea FC ở Barclays Asia Trophy 2011. Anh là cầu thủ đã cố gắng đưa bóng một lần duy nhất về phía khung thành của Chelsea. Sau đó anh đá trong trận play-off tranh hạng ba trước Blackburn Rovers. Anh nhận được những lời nhận xét tốt mặc dù thua 0–3.

## Sự nghiệp quốc tế
Ngày 2 tháng 2 năm 2012, Hoàng Dương được triệu tập vào Đội tuyển bóng đá quốc gia Hồng Kông bởi Ernie Merrick để thi đấu giao hữu trước Trung Hoa Đài Bắc. Ngày 29 tháng 2, anh có màn ra mắt cho Hồng Kông trước Trung Hoa Đài Bắc.

## Thống kê sự nghiệp

### Sự nghiệp quốc tế
Tính đến 14 tháng 6 năm 2022
| #  | Ngày                 | Địa điểm                                                                         | Đối thủ           | Kết quả | Bàn thắng | Đội trưởng | Giải đấu                            |
| -- | -------------------- | -------------------------------------------------------------------------------- | ----------------- | ------- | --------- | ---------- | ----------------------------------- |
| 1  | 29 tháng 2 năm 2012  | Sân vận động Vượng Giác, Vượng Giác, Hồng Kông                                   | Đài Bắc Trung Hoa | 5–1     | 0         |            | Giao hữu                            |
| 2  | 1 tháng 6 năm 2012   | Sân vận động Hồng Kông, Tảo Can Bộ, Hồng Kông                                    | Singapore         | 1–0     | 0         |            | Giao hữu                            |
| 3  | 10 tháng 6 năm 2012  | Sân vận động Vượng Giác, Vượng Giác, Hồng Kông                                   | Việt Nam          | 1–2     | 0         |            | Giao hữu                            |
| 4  | 15 tháng 8 năm 2012  | Sân vận động Tây Jurong, Singapore                                               | Singapore         | 0–2     | 0         |            | Giao hữu                            |
| 5  | 16 tháng 10 năm 2012 | Sân vận động Vượng Giác, Vượng Giác, Hồng Kông                                   | Malaysia          | 0–3     | 0         |            | Giao hữu                            |
| 6  | 14 tháng 11 năm 2012 | Sân vận động Shah Alam, Shah Alam, Malaysia                                      | Malaysia          | 1–1     | 0         |            | Giao hữu                            |
| 7  | 1 tháng 12 năm 2012  | Sân vận động Vượng Giác, Vượng Giác, Hồng Kông                                   | Guam              | 2–1     | 0         |            | Vòng loại 2 Cúp bóng đá Đông Á 2013 |
| 8  | 3 tháng 12 năm 2012  | Sân vận động Vượng Giác, Vượng Giác, Hồng Kông                                   | Úc                | 0–1     | 0         |            | Vòng loại 2 Cúp bóng đá Đông Á 2013 |
| 9  | 7 tháng 12 năm 2012  | Sân vận động Hồng Kông, Tảo Can Bộ, Hồng Kông                                    | Đài Bắc Trung Hoa | 2–0     | 0         |            | Vòng loại 2 Cúp bóng đá Đông Á 2013 |
| 10 | 9 tháng 12 năm 2012  | Sân vận động Hồng Kông, Tảo Can Bộ, Hồng Kông                                    | CHDCND Triều Tiên | 0–4     | 0         |            | Vòng loại 2 Cúp bóng đá Đông Á 2013 |
| 11 | 6 tháng 2 năm 2013   | Sân vận động Pakhtakor, Tashkent, Uzbekistan                                     | Uzbekistan        | 0–0     | 0         |            | Vòng loại Asian Cup 2015            |
| 12 | 22 tháng 3 năm 2013  | Sân vận động Vượng Giác, Vượng Giác, Hồng Kông                                   | Việt Nam          | 1–0     | 0         |            | Vòng loại Asian Cup 2015            |
| 13 | 4 tháng 6 năm 2013   | Sân vận động Vượng Giác, Vượng Giác, Hồng Kông                                   | Philippines       | 0–1     | 0         |            | Giao hữu                            |
|    | 6 tháng 9 năm 2013   | Sân vận động Thuwunna, Yangon, Myanmar                                           | Myanmar           | 0–0     | 0         |            | Giao hữu                            |
| 14 | 10 tháng 9 năm 2013  | Sân vận động Vượng Giác, Vượng Giác, Hồng Kông                                   | Singapore         | 1–0     | 0         |            | Giao hữu                            |
| 15 | 15 tháng 10 năm 2013 | Sân vận động Hồng Kông, Tảo Can Bộ, Hồng Kông                                    | UAE               | 0–4     | 0         |            | Vòng loại Asian Cup 2015            |
| 16 | 15 tháng 11 năm 2013 | Sân vận động Mohammed bin Zayed, Abu Dhabi, Các Tiểu vương quốc Ả Rập Thống nhất | UAE               | 0–4     | 0         |            | Vòng loại Asian Cup 2015            |
| 17 | 5 tháng 3 năm 2014   | Sân vận động Quốc gia Mỹ Đình, Hà Nội, Việt Nam                                  | Việt Nam          | 1–3     | 0         |            | Vòng loại Asian Cup 2015            |
| 18 | 6 tháng 9 năm 2014   | Sân vận động Lạch Tray, Hải Phòng, Việt Nam                                      | Việt Nam          | 1–3     | 0         |            | Giao hữu                            |
| 19 | 9 tháng 9 năm 2014   | Sân vận động Hougang, Singapore                                                  | Singapore         | 0–0     | 0         |            | Giao hữu                            |
| 20 | 10 tháng 10 năm 2014 | Sân vận động Vượng Giác, Vượng Giác, Hồng Kông                                   | Singapore         | 2–1     | 0         |            | Giao hữu                            |
| 21 | 14 tháng 10 năm 2014 | Sân vận động Hồng Kông, Tảo Can Bộ, Hồng Kông                                    | Argentina         | 0–7     | 0         |            | Giao hữu                            |
| 22 | 13 tháng 11 năm 2014 | Sân vận động Thành phố Đài Bắc, Đài Bắc, Đài Loan                                | CHDCND Triều Tiên | 1–2     | 0         |            | Vòng loại 2 Cúp bóng đá Đông Á 2015 |
| 23 | 16 tháng 11 năm 2014 | Sân vận động Thành phố Đài Bắc, Đài Bắc, Đài Loan                                | Đài Bắc Trung Hoa | 1–0     | 0         |            | Vòng loại 2 Cúp bóng đá Đông Á 2015 |
| 24 | 19 tháng 11 năm 2014 | Sân vận động Thành phố Đài Bắc, Đài Bắc, Đài Loan                                | Guam              | 0–0     | 0         |            | Vòng loại 2 Cúp bóng đá Đông Á 2015 |
| 25 | 6 tháng 6 năm 2015   | Sân vận động Quốc gia Bukit Jalil, Kuala Lumpur, Malaysia                        | Malaysia          | 0–0     | 0         |            | Giao hữu                            |
| 26 | 16 tháng 6 năm 2015  | Sân vận động Vượng Giác, Vượng Giác, Hồng Kông                                   | Maldives          | 2–0     | 0         |            | Vòng loại World Cup 2018            |
| 27 | 3 tháng 9 năm 2015   | Sân vận động Bảo An, Thâm Quyến, Trung Quốc                                      | Trung Quốc        | 0–0     | 0         |            | Vòng loại World Cup 2018            |
| 28 | 8 tháng 9 năm 2015   | Sân vận động Vượng Giác, Vượng Giác, Hồng Kông                                   | Qatar             | 2–3     | 0         |            | Vòng loại World Cup 2018            |
| 29 | 9 tháng 10 năm 2015  | Sân vận động Rajamangala, Băng Cốc, Thái Lan                                     | Thái Lan          | 0–1     | 0         |            | Giao hữu                            |
| 30 | 24 tháng 3 năm 2016  | Sân vận động Jassim bin Hamad, Doha, Qatar                                       | Qatar             | 0–2     | 0         |            | Vòng loại World Cup 2018            |
| 31 | 1 tháng 9 năm 2016   | Sân vận động Vượng Giác, Vượng Giác, Hồng Kông                                   | Campuchia         | 4–2     | 0         |            | Giao hữu                            |
| 32 | 6 tháng 10 năm 2016  | Sân vận động Olympic, Phnôm Pênh, Campuchia                                      | Campuchia         | 2–0     | 0         |            | Giao hữu                            |
| 33 | 11 tháng 10 năm 2016 | Sân vận động Vượng Giác, Vượng Giác, Hồng Kông                                   | Singapore         | 2–0     | 1         |            | Giao hữu                            |
| 34 | 6 tháng 11 năm 2016  | Sân vận động Vượng Giác, Vượng Giác, Hồng Kông                                   | Guam              | 3–2     | 0         |            | Vòng loại 2 Cúp bóng đá Đông Á 2017 |
| 35 | 12 tháng 11 năm 2016 | Sân vận động Vượng Giác, Vượng Giác, Hồng Kông                                   | CHDCND Triều Tiên | 0–1     | 0         |            | Vòng loại 2 Cúp bóng đá Đông Á 2017 |
| 36 | 23 tháng 3 năm 2017  | Sân vận động Quốc vương Abdullah II, Amman, Jordan                               | Jordan            | 0–4     | 0         |            | Giao hữu                            |
| 37 | 28 tháng 3 năm 2017  | Sân vận động Thành phố Thể thao Camille Chamoun, Beirut, Liban                   | Liban             | 0–2     | 0         |            | Vòng loại Asian Cup 2019            |
| 38 | 7 tháng 6 năm 2017   | Sân vận động Vượng Giác, Vượng Giác, Hồng Kông                                   | Jordan            | 0–0     | 0         |            | Giao hữu                            |
| 39 | 13 tháng 6 năm 2017  | Sân vận động Hồng Kông, Tảo Can Bộ, Hồng Kông                                    | CHDCND Triều Tiên | 1–1     | 0         |            | Vòng loại Asian Cup 2019            |
| 40 | 5 tháng 9 năm 2017   | Sân vận động Hang Jebat, Thành phố Malacca, Malaysia                             | Malaysia          | 1–1     | 0         |            | Vòng loại Asian Cup 2019            |
| 41 | 10 tháng 10 năm 2017 | Sân vận động Hồng Kông, Tảo Can Bộ, Hồng Kông                                    | Malaysia          | 2–0     | 0         |            | Vòng loại Asian Cup 2019            |
| 42 | 9 tháng 11 năm 2017  | Sân vận động Vượng Giác, Vượng Giác, Hồng Kông                                   | Bahrain           | 0–2     | 0         |            | Giao hữu                            |
| 43 | 14 tháng 11 năm 2017 | Sân vận động Hồng Kông, Tảo Can Bộ, Hồng Kông                                    | Liban             | 0–1     | 0         |            | Vòng loại Asian Cup 2019            |
| 44 | 11 tháng 10 năm 2018 | Sân vận động Vượng Giác, Vượng Giác, Hồng Kông                                   | Thái Lan          | 0–1     | 0         |            | Giao hữu                            |
| 45 | 16 tháng 10 năm 2018 | Sân vận động Wibawa Mukti, Cikarang, Indonesia                                   | Indonesia         | 1–1     | 0         |            | Giao hữu                            |
| 46 | 11 tháng 11 năm 2018 | Sân vận động Thành phố Đài Bắc, Đài Bắc, Đài Loan                                | Đài Bắc Trung Hoa | 2–1     | 0         | (c)        | Vòng loại 2 Cúp bóng đá Đông Á 2019 |
| 47 | 13 tháng 11 năm 2018 | Sân vận động Thành phố Đài Bắc, Đài Bắc, Đài Loan                                | CHDCND Triều Tiên | 0–0     | 0         | (c)        | Vòng loại 2 Cúp bóng đá Đông Á 2019 |
| 48 | 16 tháng 11 năm 2018 | Sân vận động Thành phố Đài Bắc, Đài Bắc, Đài Loan                                | Mông Cổ           | 5–1     | 0         | (c)        | Vòng loại 2 Cúp bóng đá Đông Á 2019 |
| 49 | 11 tháng 6 năm 2019  | Sân vận động Vượng Giác, Vượng Giác, Hồng Kông                                   | Đài Bắc Trung Hoa | 0–2     | 0         | (c)        | Giao hữu                            |
| 50 | 5 tháng 9 năm 2019   | Sân vận động Olympic Phnôm Pênh, Phnôm Pênh, Campuchia                           | Campuchia         | 1–1     | 0         | (c)        | Vòng loại World Cup 2022            |
| 51 | 10 tháng 9 năm 2019  | Sân vận động Hồng Kông, Tảo Can Bộ, Hồng Kông                                    | Iran              | 0–2     | 0         | (c)        | Vòng loại World Cup 2022            |
| 52 | 10 tháng 10 năm 2019 | Sân vận động Quốc tế Basra, Basra, Iraq                                          | Iraq              | 0–2     | 0         | (c)        | Vòng loại World Cup 2022            |
| 53 | 14 tháng 11 năm 2019 | Sân vận động Hồng Kông, Tảo Can Bộ, Hồng Kông                                    | Bahrain           | 0–0     | 0         | (c)        | Vòng loại World Cup 2022            |
| 54 | 19 tháng 11 năm 2019 | Sân vận động Hồng Kông, Tảo Can Bộ, Hồng Kông                                    | Campuchia         | 2–0     | 0         | (c)        | Vòng loại World Cup 2022            |
| 55 | 11 tháng 12 năm 2019 | Sân vận động chính Asiad Busan, Busan, Hàn Quốc                                  | Hàn Quốc          | 0–2     | 0         | (c)        | Cúp bóng đá Đông Á 2019             |
| 56 | 14 tháng 12 năm 2019 | Sân vận động chính Asiad Busan, Busan, Hàn Quốc                                  | Nhật Bản          | 0–5     | 0         | (c)        | Cúp bóng đá Đông Á 2019             |
| 57 | 18 tháng 12 năm 2019 | Sân vận động chính Asiad Busan, Busan, Hàn Quốc                                  | Trung Quốc        | 0–2     | 0         | (c)        | Cúp bóng đá Đông Á 2019             |
| 58 | 3 tháng 6 năm 2021   | Sân vận động Al Muharraq, Arad, Bahrain                                          | Iran              | 1–3     | 0         | (c)        | Vòng loại World Cup 2022            |
| 59 | 11 tháng 6 năm 2021  | Sân vận động Al Muharraq, Arad, Bahrain                                          | Iraq              | 0–1     | 0         | (c)        | Vòng loại World Cup 2022            |
| 60 | 15 tháng 6 năm 2021  | Sân vận động Al Muharraq, Arad, Bahrain                                          | Bahrain           | 0–4     | 0         | (c)        | Vòng loại World Cup 2022            |
| 61 | 1 tháng 6 năm 2021   | Sân vận động Quốc gia Bukit Jalil, Kuala Lumpur, Malaysia                        | Malaysia          | 0–2     | 0         | (c)        | Giao hữu                            |
| 62 | 8 tháng 6 năm 2022   | Sân vận động Salt Lake, Kolkata, Ấn Độ                                           | Afghanistan       | 2–1     | 0         | (c)        | Vòng loại Asian Cup 2023            |
| 63 | 11 tháng 6 năm 2022  | Sân vận động Salt Lake, Kolkata, Ấn Độ                                           | Campuchia         | 3–0     | 0         | (c)        | Vòng loại Asian Cup 2023            |
| 64 | 14 tháng 6 năm 2022  | Sân vận động Salt Lake, Kolkata, Ấn Độ                                           | Ấn Độ             | 0–4     | 0         | (c)        | Vòng loại Asian Cup 2023            |

## Danh hiệu

### Câu lạc bộ
Kiệt Chí
- Giải bóng đá ngoại hạng Hồng Kông: 2014–15, 2016–17, 2017–18
- Giải hạng nhất Hồng Kông: 2010–11, 2011–12, 2013–14
- Hồng Kông Senior Shield: 2016–17
- Cúp FA Hồng Kông: 2011–12, 2012–13, 2014–15, 2016–17, 2017–18
- Hồng Kông Sapling Cup: 2017–18
- Cúp Liên đoàn bóng đá Hồng Kông: 2011–12, 2014–15, 2015–16

### Cá nhân
- Cầu thủ xuất sắc nhất năm của Hồng Kông: 2013